# MythTV
MythTV est un logiciel libre et open source distribué sous la Licence publique générale GNU version 2 pour Linux, qui permet de transformer un ordinateur personnel en magnétoscope numérique et en centre de divertissement multimédia.
Le projet a été lancé en 2002 par Isaac Richards, un programmeur américain qui, insatisfait de l'enregistreur numérique personnel fourni par son entreprise de câblodistribution, a décidé de construire un système qui permettrait non seulement de programmer l'enregistrement d'émissions de télévision à l'aide d'un guide électronique des programmes, mais aussi de regrouper dans un même système des fonctions telles que la navigation sur le Web, la lecture de DVD, le visionnement de photographies numériques et un lecteur audio numérique.
Quatre ans plus tard, la communauté internationale de développeurs et d'utilisateurs a mis en place une infrastructure de développement, de communication et d'entraide qui comprend un serveur public subversion, un wiki, des listes de diffusion et des canaux IRC.

## Architecture du système
Un système MythTV est conçu pour fonctionner en mode client-serveur. Il est composé d'un back-end et d'un ou plusieurs front-ends.
- Le back-end ou serveur, est au cœur du système. Il gère entre autres la ou les cartes d'acquisition vidéo et l'enregistrement des programmes sur le disque dur en format MPEG-2, l'horaire des programmes à enregistrer, l'interface avec la base de données MySQL, la détection des annonces publicitaires et accueille les requêtes des clients.
- Le front-end ou client, sert d'interface d'utilisateur, permettant de consulter les émissions enregistrées, de lire des fichiers vidéo et audio, d'accéder au guide des programmes et aux autres fonctions disponibles par le biais de plugiciels. Le front-end peut-être commandé par une télécommande infrarouge ou par un clavier standard ou sans fil et il est généralement branché à un récepteur de télévision ou à un système de Home Theater|cinéma maison.

Le front-end n'est pas un lecteur vidéo en tant que tel; il utilise les lecteurs vidéo libres MPlayer ou Xine pour afficher la vidéo.

## Plugin disponibles
- MythArchive: création d'archives des programmes enregistrés sur DVD.
- MythBrowser: un fureteur web minimal adapté à l'écran de télévision;
- MythDVD: Interface de lecture et de gestion de DVD, incluant le transfert de DVD en fichiers numériques;
- MythFlix: application permettant de gérer un compte avec le fournisseur Netflix;
- MythGallery: Interface de visionnement et de gestion d'une collection de photographies numériques;
- MythGame: Une interface permettant d'activer des émulateurs de jeux de console comme SNES;
- MythMusic: Interface de jukebox permettant le transfert de disques compacts en format numérique, la lecture et la gestion d'une collection de fichiers musicaux numériques;
- MythNews: Lecteur de flux de nouvelles RSS;
- MythPhone: application de téléphonie Internet compatible avec la norme SIP;
- MythVideo: Interface de lecture pour les fichiers vidéo numériques qui n'ont pas été enregistrés avec MythTV;
- MythWeather: Interface permettant de voir les prévisions météorologiques les plus récentes à partir d'Internet;
- MythWeb: application LAMP permettant de gérer le serveur MythTV à partir d'un navigateur web;